# Associazione Sportiva Cosenza 1937-1938
Questa voce raccoglie le informazioni riguardanti l'Associazione Sportiva Cosenza nelle competizioni ufficiali della stagione 1937-1938.

## Rosa
| N. |                   | Ruolo | Calciatore            |
| -- | ----------------- | ----- | --------------------- |
|    | Italia (bandiera) | C     | Ulderico Alò          |
|    | Italia (bandiera) |       | Guglielmo Bertozzi    |
|    | Italia (bandiera) | C     | Francesco Del Morgine |
|    | Italia (bandiera) |       | Francesco Feraco      |
|    | Italia (bandiera) |       | Giulio Fonovich       |
|    | Italia (bandiera) | P     | Luciano Gisberti      |
|    | Italia (bandiera) |       | Giuseppe Gualtieri    |
|    | Italia (bandiera) | A     | Vincenzo Guarino      |
|    | Italia (bandiera) | A     | Ubaldo Leonetti       |

| N. |                   | Ruolo | Calciatore          |
| -- | ----------------- | ----- | ------------------- |
|    | Italia (bandiera) | A     | Ugo Lodi            |
|    | Italia (bandiera) |       | William Massimilia  |
|    | Italia (bandiera) | D     | Fernando Nicolini   |
|    | Italia (bandiera) |       | Francesco Pellicori |
|    | Italia (bandiera) |       | Francesco Pulice    |
|    | Italia (bandiera) |       | Ferruccio Roberti   |
|    | Italia (bandiera) |       | Luigi Segreti       |
|    | Italia (bandiera) | P     | Porthus Silingardi  |